# Szabó István (orvos, 1921–1997)
Szabó István (Csombord, 1921. március 15. – Marosvásárhely, 1997. október 6.) erdélyi magyar orvos, orvosi szakíró, egyetemi orvos professzor. Felesége Szabó Adorján Etelka.

## Életútja, munkássága
1939-ben érettségizett Nagyenyeden a Bethlen Gábor Kollégiumban. Egyetemi tanulmányait 1939–40-ben a Bukaresti Egyetem Orvosi Karán kezdte, s a kolozsvári Ferenc József Tudományegyetemen szerzett orvosi oklevelet 1944-ben. Már egyetemi hallgató korában az Élettani Intézetben dolgozott gyakornokként, 1945-től a marosvásárhelyi OGYI Kórélettani Tanszékén adjunktus, 1949-től az Élettani Tanszéken előadótanár, majd 1968-tól nyugdíjazásáig (1991) professzor, 1966–68 között a Román Akadémia marosvásárhelyi kutatóállomásának osztályvezetője. Az orvostudomány doktora fokozatot 1967-ben Iaşi-ban, a doktor-docensi címet 1973-ban nyerte el.
Tagja, ill. tiszteleti tagja az Orvostudományi Társaság Élettani Szakosztályának, a Román Élettani Társaságnak, a Román Sejtbiológiai Társaságnak, a Román Immunológiai Társaságnak, a párizsi Összehasonlító Patológiai Társaságnak, a németországi Pneumológiai Társaságnak, a budapesti Magyar Élettani Társaságnak, az Erdélyi Múzeum-Egyesület Orvostudományi Szakosztályának. Szerkesztőbizottsági tagja az Orvosi Szemle (Marosvásárhely), a Fiziologia Normală şi Patologică, a Studii şi Cercetări de Fiziologie, a Rev. Roum. de Physiologie szakfolyóiratoknak.
Tudományos kutatásai során a vérátömlesztés szövődményeivel, a szilikózis korai felismerésével, a vérfehérjék élettanával, az immunitás egyes kérdéseivel foglalkozott.
Első társszerzős dolgozata a Magyar Orvosi Archivumban jelent meg 1943-ban, első önálló dolgozatát az EME kiadásában megjelent Orvosi Értesítő közölte 1944-ben. Több mint 200 tanulmány, közlemény szerzője vagy társszerzője az Orvosi Szemle (Marosvásárhely), Orvosi Hetilap (Budapest), Studii şi Cercetări Endocrinologice, Arch. Roum. Path. Exp., Kísérletes Orvostudomány (Budapest), Zeitschrift Immunitätsforschung, British Medical Journal, Fiziologie (Bukarest), Magyar Nőorvosok Lapja (Budapest), Acta Neurologica Belgique hasábjain.

## Egyetemi jegyzetei
- Élettani jegyzetek. I–III. (Marosvásárhely, 1951);
- Élettani jegyzet (I. Marosvásárhely, 1954, III. Marosvásárhely, 1955);
- Endokrinológiai jegyzetek (Marosvásárhely, 1954).

## Kötetei
- A vérátömlesztés szövődményei (Hadnagy Csabával, Bukarest, 1957);
- Az életműködések szabályozása az emberi szervezetben (László Józseffel, Bukarest, 1981);
- Az emberi szervezet alapvető életműködései (Kolozsvár, 1983);
- Az ember szexuális életműködése (Szabó Adorján Etelkával, Kolozsvár, 1987).